# Body and the Sun
Body and the Sun è un brano musicale della cantante rumena Inna. 
Il medesimo è stato reso disponibile in download digitale dal 22 settembre 2014 ed estratto come quinto singolo promozionale del quarto album in studio della cantante, Inna.

## Il brano
Body and the Sun è un brano dance pop  che ha una durata di tre minuti e quarantre scecondi. È stato scritto da Andrew Frampton, Breyan Isaac, Inna e Thomas Joseph Rozdilsky mentre la produzione è stata fatta dai Play & Win. Il brano doveva essere il quarto e ultimo singolo promozionale dell'album, ma vennero rilasciati altri due brani.

## Tracce
Download digitale
Testi e musiche di Andrew Frampton, Breyan Isaac, Inna e Thomas Joseph Rozdilsky; edizioni musicali Global Records.
1. Body and the sun – 3:34